# West Ghaobata
West Ghaobata ist eine administrative Einheit (Distrikt) des unabhängigen Inselstaates der Salomonen auf der Insel Guadalcanal im südwestlichen Pazifischen Ozean.

## Geographie
West Ghaobata bildet zusammen mit East Ghaobata den Verwaltungsbezirk North Guadalcanal. Der Distrikt grenzt im Westen an den Distrikt Malango und im Süden noch auf einer kurzen Strecke an Vulolo. Mit einer Fläche von 84,4 km² und ca. 5000 Einwohnern (2009) ist er einer der stärker besiedelten Distrikte.
Er erstreckt sich zwischen der Mündung des Ndondo Creek (bzw. Tenaru River) im Westen und dem Matepono River im Osten. Der Matepono bildet auch auf weiter Strecke die Grenze zum Schwesterbezirk East Ghaobata. Vor allem im Süden des Distrikts, bei Sape und Ngalimera erstrecken sich ausgedehnte Plantagen.

## Klima
Das Klima ist tropisch, die durchschnittliche Tagestemperatur liegt bei gleichbleibend 28 Grad Celsius, die Wassertemperaturen bei 26 bis 29 Grad. Feuchtere Perioden sind vorwiegend zwischen November und April, diese sind aber nicht sehr ausgeprägt. Die durchschnittliche Niederschlagsmenge pro Jahr liegt bei 3000 mm.